# Dasygaster atrata
Dasygaster atrata är en fjärilsart som beskrevs av Turner 1931. Dasygaster atrata ingår i släktet Dasygaster och familjen nattflyn. Inga underarter finns listade i Catalogue of Life.